# 張英 (正德進士)
張英（1472年—16世纪？年），字伯含，金吾右卫官籍，順天府通州三河縣人，明朝官员。

## 生平
治《易經》，行一，由國子生中式弘治十四年辛酉科（1501年）順天府鄉試第一百二十三名舉人，年三十七歲中式正德三年（1508年）戊辰科會試第一百十七名，第三甲第一百八十七名進士。
授知县。正德十一年（1516年）十月，选授四川道試监察御史。復除山东道御史，嘉靖元年（1522年）巡按山西，四年巡按山東，六年五月升南京太仆寺少卿，十二月坐附馬録执奏张寅罪状，被革职閑住。

## 家族
曾祖张永，金吾右卫百户，封昭信校尉。祖张旺，百户封昭信校尉。父张钦，百户封昭信校尉。母李氏，封安人。具庆下。弟华、芝、兰。